# Усакла (Оренбургская область)
Усакла — поселок в Грачёвском районе Оренбургской области в составе Подлесного сельсовета.

## География
Находится на расстоянии примерно 26 километров по прямой на север от районного центра села Грачёвка. 

## История
Упоминается с 1811 года как имение помещицы Путиловой. В 1900 году 56 дворов. До середины 1960-х годов сохранялся кирпичный барский дом. В советское время работали колхозы «Вперёд», «Красноармеец», «Украина» , ныне СПК «Западный».

## Название
От чувшского слова Ăсакла - аналогично поселению Усакла в Самарской области.

## Население
Население составляло 77 человек (63% русские) по переписи 2002 года ,  63 по переписи 2010 года.